# ساتورو يوشيدا
ساتورو يوشيدا (باليابانية: 吉田 悟) (مواليد 18 ديسمبر 1970)، هو لاعب كرة قدم ياباني سابق كان يلعب كمهاجم.

## وصلات خارجية
- ساتورو يوشيدا على موقع رابطة كرة القدم اليابانية للمحترفين (اليابانية)
- ساتورو يوشيدا على موقع عالم كرة القدم.نت (الإنجليزية)